# Die Entführung (Musäus)
Die Entführung ist ein Märchen im fünften Band von Johann Karl August Musäus’ Volksmährchen der Deutschen, 1787.

## Inhalt
Seit Schloss Lauenstein anstelle eines alten Nonnenklosters errichtet wurde, spukt nachts der Geist einer Nonne. Generationen später soll Emilie standesgemäß heiraten, verliebt sich aber in den Soldaten Fritz, der sich mit seinen Männern bei ihnen einquartiert. Als spukende Nonne verkleidet verlässt sie unerkannt das Schloss, doch er ist nicht da. Er ist aus Versehen mit dem echten Geist losgefahren und verunfallt. Ein geisterkundiger Kamerad hilft ihm. Nach erfolgreicher Karriere kommt er wieder und darf sie heiraten.